# Медведь (фильм, 1988)
«Медведь» (фр. L' Ours, англ. The Bear) — французский драматический художественный фильм, поставленный кинорежиссёром Жан-Жаком Анно по роману Джеймса Оливера Кервуда «Гризли». Премьера фильма состоялась 19 октября 1988 года во Франции.

## Сюжет
Британская Колумбия, 1885 год. Маленький медвежонок, только что трагически потерявший мать и предоставленный сам себе, привязывается к раненому кадьяку, за которым охотится группа охотников. Пережив вместе со своим новым другом опасное бегство от погони, плен, а также знакомство с не всегда дружелюбными обитателями лесного массива, медвежонок духовно становится настоящим медведем.

## В ролях
- кадьяк Барт
- медвежонок Юк
- Чеки Карио — Том
- Джек Уоллис — Билл

## Съёмочная группа
- Режиссёр: Жан-Жак Анно
- Сценарист: Жерар Брак
- Продюсер: Клод Берри
- Оператор: Филипп Руссело
- Композитор: Филипп Сард
- Художник-постановщик: Тони Люди
- Художники по костюмам: Франсуаза Дизле, Коринна Жорри
- Монтажёр: Ноэль Буассон
- Звукорежиссёры: Фабиенн Альварес-Гиро, Роберто Карцелли, Эрик Мойер,
- Спецэффекты: Джим Сэндис
- Визуальные эффекты: Фредерик Моро, Бретислав Пояр, Рольф Гьезен (нет в титрах)
- Дирижёр: Карло Савина
- Дрессировщики: Стив Мартин, Даг Сюс, Линн Сюс, Жан М. Симпсон, Клинт Янгрин

## Музыка
Композитором фильма выступил Филипп Сард.
В заключительных титрах была использована переложенная Сардом музыкальная пьеса П. И. Чайковского «Июнь. Баркарола» в исполнении оркестра под управлением Александра Кариджа.

## Производство
Поскольку медведям по природе свойственен каннибализм и голодные взрослые особи могут поедать встреченных в лесу медвежат, Анно заказал Джиму Хенсону, создателю кукольных персонажей Маппетов, разработку управляемых аниматронных медведей — дублёров главных героев фильма. Тем не менее, чтобы побороть хищнические инстинкты медведя Барта и привить ему ласковое отношение к медвежонку, его дрессировщик Даг Сюс (Doug Seus), используя позитивный подход, сначала приучил Барта бережно обращаться с игрушечным медведем, потом перенёс его поведение на аниматронную модель, а затем уже — на живого медвежонка по кличке Юк. Во время съёмок изготовленные модели животных использовались только в сценах, содержащих насилие.

## Награды
- 1988 — Премия Национальной академии киноискусства (Франция) — Жан-Жак Анно
- 1989 — Премия «Сезар» Академии искусства и техники кино Франции:
  - лучшая режиссура — Жан-Жак Анно
  - номинация на лучшую операторскую работу — Филипп Руссело
  - номинация на лучший фильм — Жан-Жак Анно
  - номинация на лучший звук — Бернар Леруа, Клод Виллан и Лоран Каглио
- 1990 — Номинация на премию «Оскар» за лучший монтаж — Ноэль Буассон
- 1990 — Номинация на премию Американского общества кинематографистов за выдающийся вклад в кинематограф — Филипп Руссело
- 1990 — Номинация на премию BAFTA за лучшую операторскую работу — Филипп Руссело
- 1990 — Премия Genesis за лучший иностранный фильм
- 1990 — Премия Немецкой гильдии арт-хаусного кино за лучший иностранный фильм — Жан-Жак Анно
- 1990 — Номинация на премию молодым актёрам за лучший семейный фильм